# Perdita glabrella
Perdita glabrella är en biart som beskrevs av Timberlake 1968. Perdita glabrella ingår i släktet Perdita och familjen grävbin. Inga underarter finns listade i Catalogue of Life.